# San Pietro di Castello
Die Insel San Pietro di Castello, venezianisch San Piero de Castelo, ursprünglich Olivolo, liegt am östlichen Ende der Altstadt von Venedig in der Nähe des Arsenals im Sestiere Castello. Sie ist durch zwei Brücken über den 35 bis 50 Meter breiten Canale de San Pietro mit dem Rest von Castello verbunden, nämlich im Norden über die Ponte San Pietro mit Campo Runga und im Süden über die Ponte de Quintavale mit Sant'Ana. Im Süden liegt der an der engsten Stelle nur 10 Meter breite Rio de Quintavale. Über diesen führt keine Brücke zur Nachbarinsel Sant’Elena. San Pietro di Castello ist 380 Meter lang und bis zu 245 Meter breit sowie sechs Hektar groß, genauer 62.612 m². Zum 31. Dezember 2009 hatte die Insel 530 Einwohner.
Die auf der Insel ansässige Pfarrei gleichen Namens erstreckt sich auch auf das Gebiet der westlich gelegenen Teilinseln von Castello Campo Ruga und San Daniel.
In den Anfängen Venedigs war Olivolo zusammen mit Rialto einer der ersten besiedelten Orte in der Lagune von Venedig. Es unterschied sich im Laufe der venezianischen Geschichte immer vom Zentrum der Stadt. Olivolo war Bischofssitz, eine eigene Diözese, die später in das Patriarchat von Venedig umgewandelt wurde. Sitz des venezianischen Patriarchen und Bischofskirche war bis zum Ende der Republik die Kirche San Pietro di Castello. Bis ins 19. Jahrhundert war die Insel von der restlichen Stadt vollständig durch den breiten Canale de San Pietro getrennt.
Die Herkunft des Namens Olivolo ist nicht gesichert, es gibt nur verschiedene Spekulationen: Die Insel soll nach ihrer Olivenform benannt sein oder man soll dort Oliven kultiviert haben.
Die auf der Insel gelegene Basilika San Pietro di Castello war vom 7. Jahrhundert bis 1807 Kathedrale des Patriarchats Venedig, während San Marco Palast- und Staatskirche der Dogen war.

## Bildergalerie

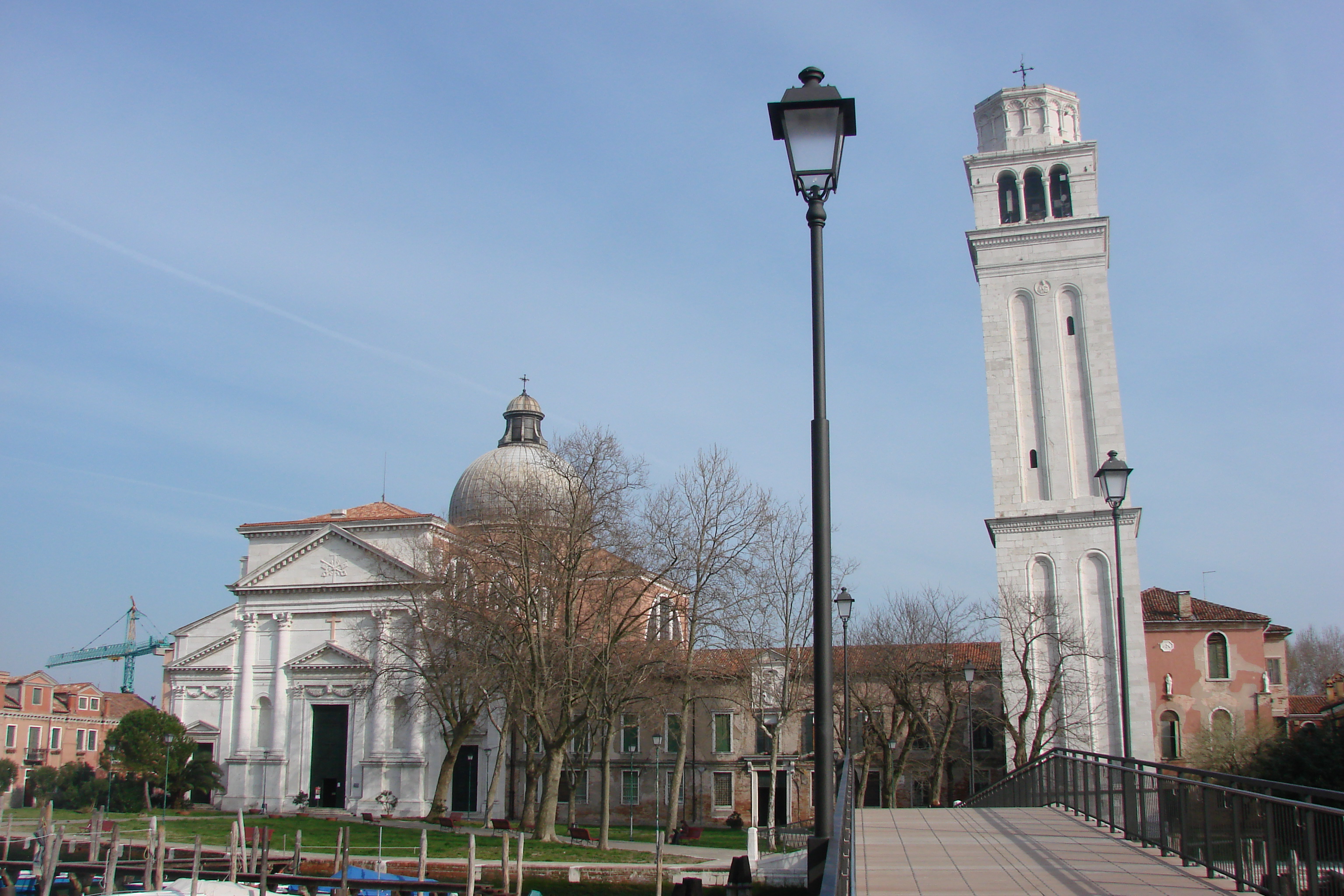
Kirche San Pietro di Castello mit Glockenturm
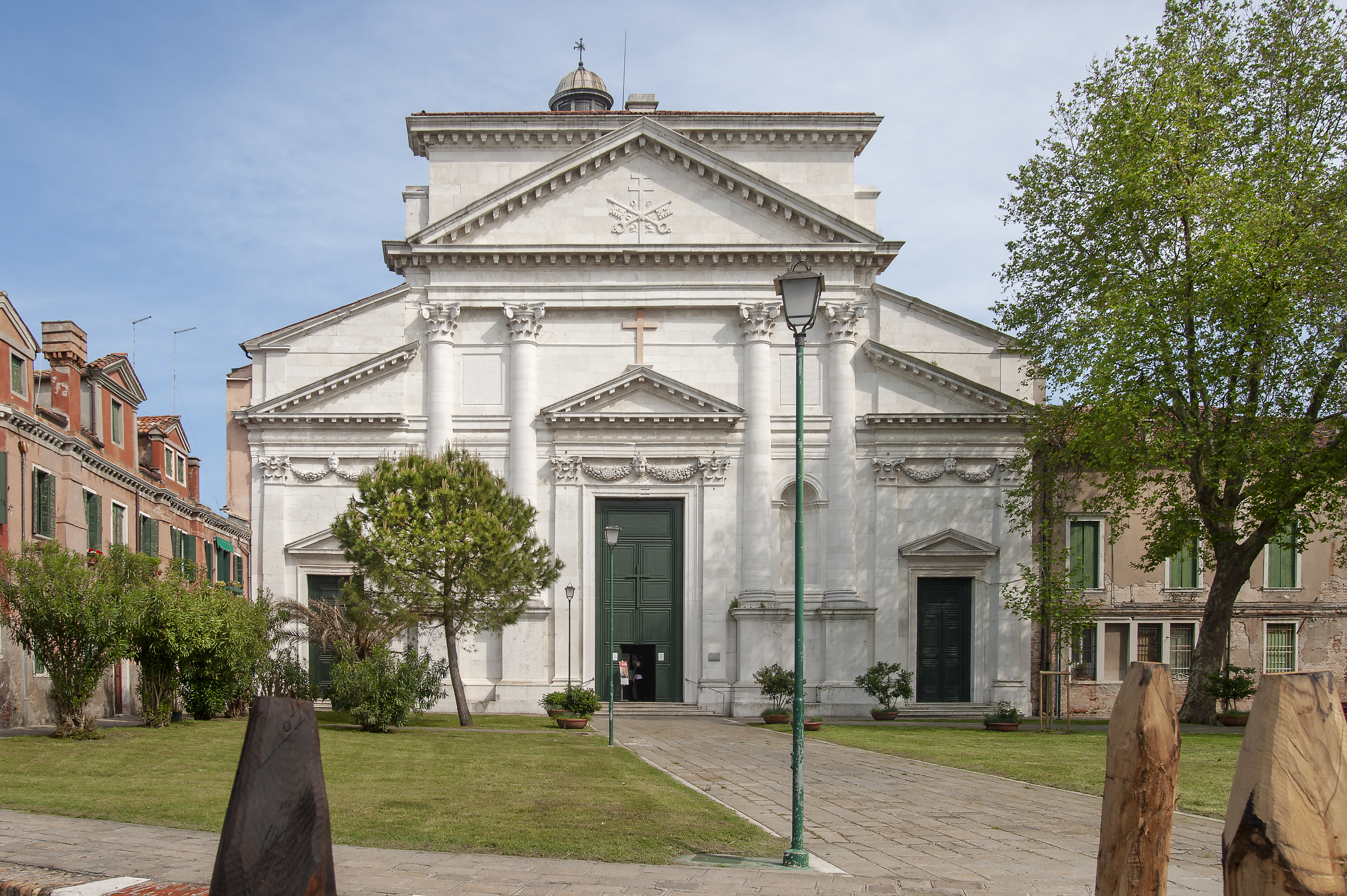
Fassade der Kirche
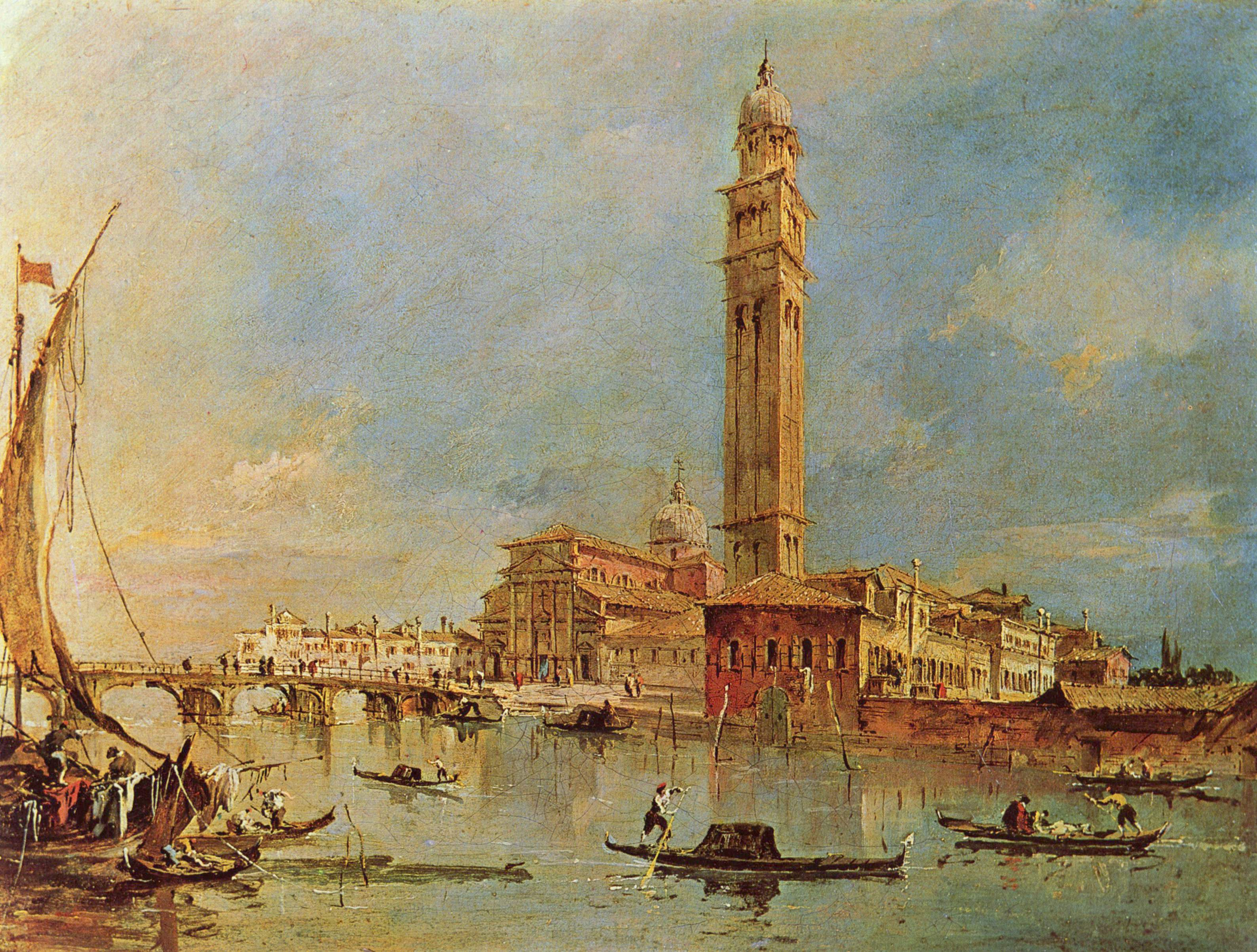
Francesco Guardi: Insel San Pietro di Castello